# Laarderweg 25
Laarderweg 25 is een gemeentelijk monument aan de Laarderweg in Eemnes in de provincie Utrecht. 
Het diepe woonhuis werd in 1904 tegelijk met de nummers 23 en 27 gebouwd op grond van de Hervormde Gemeente Eemnes-Buiten. De huizen staan haaks op de Laarderweg. Het mansardedak is gedekt met tuiles-du-Nordpannen. 